# Ute Gähler
Ute Gähler-Scheiffele (* 12. Februar 1941 in Oybin) ist eine ehemalige deutsche Rennrodlerin.

## Flucht
Sie war im Team der DDR für die Olympischen Winterspielen 1964 in Innsbruck gemeldet, floh aber am 10. Februar vor Wettbewerbsbeginn mit Hilfe des Westdeutschen Kollegen Max Leo nach Westdeutschland. Er brachte sie unter einer Decke in seinem Auto versteckt nach Ulm. Sie wurde daraufhin für drei Jahre von internationalen Wettbewerben ausgeschlossen. Leo und weitere Freunde halfen Gähler eine Anstellung als Sekretärin zu finden. Sie nahm ihr Training am Wintersportzentrum Rottach-Egern wieder auf und trat bei den Olympischen Winterspielen 1968 in Grenoble für Westdeutschland an, wo sie letztendlich Rang acht erreichte.

## Sport
Gähler nahm an vier Rennrodel-Weltmeisterschaften im Einsitzer teil. Zwei davon vor ihrer Flucht nach Westdeutschland und zwei von Bayern aus ab 1965:
- 1962 in Krynica, Polen (24.)
- 1963 in Imst, Österreich (4.)

- 1965 in Davos, Schweiz (8.)
- 1967 in Hammarstrand, Schweden (13.)

Sie nahm auch an den Rennrodel-Europameisterschaften 1967 in Schönau am Königssee teil (14.).
Beim olympischen Wettbewerb 1968 kam sie ursprünglich auf Rang elf, wurde jedoch auf Rang acht hochgestuft, nachdem das DDR-Team (Ortrun Enderlein - 1., Anna-Maria Müller - 2. und Angela Knösel - 4.) disqualifiziert wurde, nachdem entdeckt worden war, dass sie illegalerweise die Kufen ihrer Schlitten erhitzt hatten.